# سیارک ۴۳۸۸

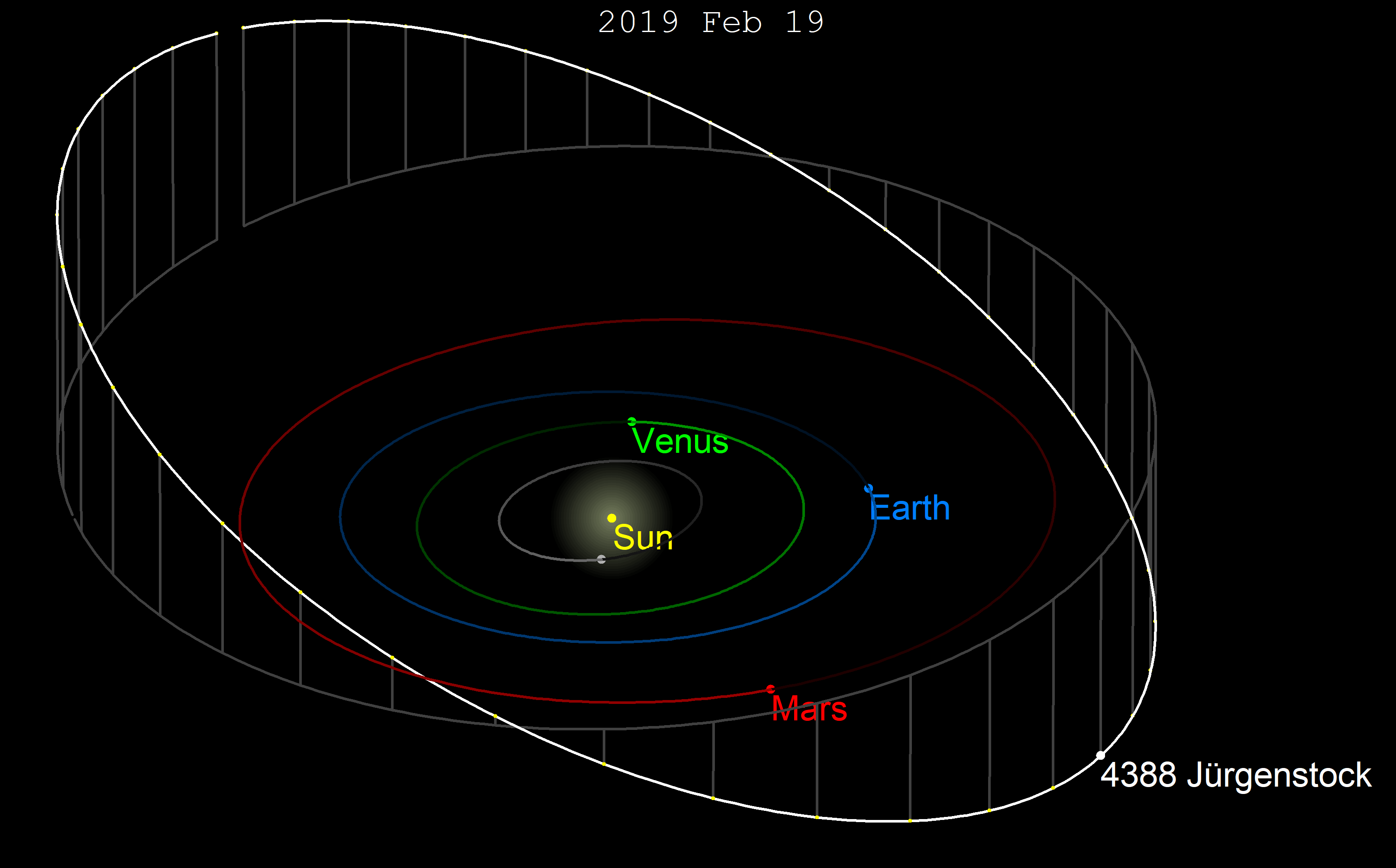
نمایی از محل قرارگیری سیارک ۴۳۸۸ در مدار – ۲۰۱۹

سیارک ۴۳۸۸ (به انگلیسی: 4388 Jurgenstock، نامگذاری:1964VE) چهار هزار و سیصد و هشتاد و هشتمین سیارک کشف شده‌است که در ۳ نوامبر ۱۹۶۴ کشف شد.
قدر مطلق سیارک برابر ۱۳٫۶۰ است.